# Voo Air France 422
O Voo Air France 422 era um voo programado em 20 de abril de 1998 pela Air France de Bogotá, Colômbia, para Quito, Equador, cobrindo o trecho final de um voo de Paris para Bogotá, operado pela TAME em nome da Air France. O Boeing 727 foi destruído, matando todas as 53 pessoas a bordo, quando colidiu com as colinas de Bogotá por causa do tempo nublado e baixa visibilidade após decolar do Aeroporto Internacional El Dorado de Bogotá. O avião pertencia à TAME, a companhia aérea equatoriana, mas estava sendo operado em regime de locação com tripulação para a Air France como o trecho final de seu voo de Paris.

## Sumário
O Boeing 727-200Adv de 21 anos da TAME estava cobrindo a última etapa de um voo da Air France, com tripulação equatoriana. A tripulação da cabine de comando de 3 homens era altamente qualificada, de acordo com as autoridades de treinamento, mas o capitão do voo registrou apenas cerca de 400 horas no 727. Um mecânico de operações de voo e 6 comissários de bordo completava a tripulação a bordo. Quarenta e três passageiros estavam entre as 53 pessoas a bordo da aeronave. As nacionalidades dos passageiros eram colombianos, hondurenhos, equatorianos, dinamarqueses, belgas e franceses.
As condições meteorológicas eram de 7 km  de visibilidade, limitada por uma camada de teto rompida de nuvens cumulonimbus a 2.000 pés acima do aeroporto e uma temperatura de 16°C.

## Acidente
A aeronave foi liberada para o Aeroporto Internacional de Quito através da partida Girardot 1 (GIR1), que consistiu em uma curva à direita após a decolagem (sobre o Romeo/NDB) para redução de ruído e posterior transição (via VIOTA) para uma rota sudoeste. A tripulação de voo falhou em executar a manobra corretamente. O primeiro oficial, atuando como piloto em comando, não fez a curva inicial, esquecendo-se de ligar o transponder, o que impediu os controladores de radar de auxiliá-lo. O gravador de dados de voo apresentou um perfil de decolagem com baixa velocidade vertical e velocidade no ar de 260 nós, projetada para diminuir o consumo de combustível. O procedimento também foi planejado para evitar o movimento à frente do arco DME 19 do VOR de Bogotá, uma zona montanhosa cuja altitude mínima aumenta drasticamente para 14.000 pés.
Menos de dois minutos depois de decolar da pista 13L, a aeronave caiu à 260 nós (481 km/h) no Cerro el Cable, ao passar de 10.100 pés. Todas as 53 pessoas a bordo morreram devido a uma combinação de ferimentos por impacto e incêndio. O fogo também consumiu uma área florestal de 929 metros quadrados, que foi queimada depois que a aeronave se desintegrou e explodiu com o impacto.